# Sobór św. Mikołaja w Kijowie
Sobór św. Mikołaja – prawosławna cerkiew monasterska, a następnie wojskowa w Kijowie, w historycznej dzielnicy Peczersk. Wzniesiony w końcu XVII w. z fundacji hetmana Iwana Mazepy, zburzony w 1934 r. na polecenie władz Ukraińskiej SRR.

## Historia
Sobór został wzniesiony w latach 1690-1696 z inicjatywy oraz z fundacji hetmana Iwana Mazepy, według projektu Josypa Starczenki. Pełnił funkcję głównej świątyni starszego monasteru św. Mikołaja, w sąsiedztwie którego został zbudowany. W 1750 r. wzniesiono przy nim trójkondygnacyjną dzwonnicę. W 1831 r. władze rosyjskie wysiedliły mnichów z części ziem monasteru, gdyż na jego terytorium zaplanowano budowę twierdzy kijowskiej. Z kolei sobór św. Mikołaja został cerkwią wojskową. Oprócz głównego ołtarza św. Mikołaja funkcjonowały w nim ołtarze boczne świętych Antoniego i Teodozjusza Pieczerskich oraz świętych Warłaama i Joazafa. Przed głównym ołtarzem znajdował się siedmiorzędowy barokowy ikonostas ufundowany przez kijowskiego mieszczanina Sozona Bałykę. 
22 maja 1919 r. ks. Wasyl Łypkiwski odsłużył w tej cerkwi pierwszą w historii prawosławną Świętą Liturgię w całości w języku ukraińskim, której tekst sam przełożył. Przy świątyni powstała jedna z parafii Ukraińskiego Autokefalicznego Kościoła Prawosławnego.  
W latach 20. XX wieku pod kierunkiem Ukraińskiej Akademii Nauk przeprowadzono w świątyni prace renowacyjne. 
W 1934 r. sobór został zniszczony na polecenie władz Ukraińskiej SRR. Miało to związek z przeniesieniem stolicy republiki radzieckiej z Charkowa do Kijowa, w związku z czym władze postanowiły przeprowadzić przebudowę miasta. Aby nadać mu charakter socjalistycznej stolicy i w ramach antyreligijnej polityki władz radzieckich, w Kijowie zniszczono szereg zabytkowych obiektów sakralnych różnych wyznań, w tym prawosławny sobór św. Mikołaja.  